# Zoofyter
Zoofyter (Zoophyta) användes tidigare som en beteckning på djur som man tyckte "mer liknade växter" Som exempel kan nämnas havsanemoner, koraller, mossdjur, sjögurkor, sjöstjärnor och svampdjur. Termen, som myntades av Edward Wotton så tidigt som 1552, användes av Linné i första upplagan av Systema Naturae 1735 där han klassificerade dem i klassen "maskar" (Vermes). Zoophyta, ofta benämnt (eller ansett som synonymt med) Radiata (radiärsymmetriska organismer), bröts under 1800-talet upp i delar. År 1845 delade Carl von Siebold upp den tidigare Zoophyta i Protozoa, Zoophyta och Vermes. Två år senare delade Rudolf Leuckart upp resterande Zoophyta i Coelenterata och Echinodermata, och 1850 fanns inte längre Zoophyta kvar, utan djurriket delades upp i åtta stammar: Protozoa, Echinodermata, Vermes, Arthropoda, Molluscoidea, Mollusca och Vertebrata.